# The Dead Hate the Living !
Pour plus de détails, voir Fiche technique et Distribution.
The Dead Hate the Living ! (Les morts haïssent les vivants !) est un film américain réalisé par Dave Parker, sorti en 2000. Il met en vedettes dans les rôles principaux Eric Clawson, Jamie Donahue et Brett Beardslee. Le film est dédié au producteur Kirk Edward Hansen, décédé le 18 décembre 1999.

## Synopsis
Le film s’ouvre sur un scientifique, Eibon, enregistrant un message indiquant qu’il a réussi à ramener les morts à la vie et qu’il prévoit de devenir l’un d’entre eux. Il est alors attaqué par un zombie qui a réussi à s’introduire dans son laboratoire. Environ un mois plus tard, un groupe de jeunes cinéastes, les acteurs Shelly et Eric, le réalisateur David et les artistes des effets spéciaux Paul et Marcus, s’introduisent dans un hôpital abandonné, ignorant qu’Eibon l’utilisait pour ses expériences.
Leurs tentatives de tourner un film d'horreur sont interrompues lorsque Nina, la sœur de David et Shelly, arrive sur le plateau, contrariée que Shelly ait pris son rôle dans le film. Elle continue d’agir de manière antagoniste avec les autres membres de l’équipe, y compris un homme à tout faire nommé Topaz, insistant pour que le tournage et les effets spéciaux soient réaménagés pour elle. Cela provoque une pause dans le tournage, pendant laquelle l’équipe explore l’hôpital, trouvant le laboratoire d’Eibon et son cadavre à l’intérieur d’un étrange cercueil. David décide d’utiliser le cadavre comme accessoire, ce qui dégoûte Shelly et la fait quitter le film. Plus tard, pendant le tournage, Eric ramène accidentellement Eibon à la vie via le cercueil, qui émet une étrange lumière violette et ouvre un vortex à travers lequel deux zombies émergent. Eric est rapidement tué par les zombies et ramené à la vie par Eibon. Il est également révélé qu’Eibon s’est intéressé à ramener les morts à la vie après que sa femme bien-aimée Ellie soit décédée d’un cancer.
Les zombies éliminent l’équipe un par un, y compris Shelly, jusqu’à ce qu’il ne reste plus que Topaz, David et Paul. Topaz est capturée et amenée au laboratoire d’Eibon, car elle avait tué Ellie zombie. Paul et David se déguisent en zombies pour infiltrer leur repaire et éliminer leurs ennemis, mais Paul meurt dans le processus. David parvient à libérer Topaz et à détruire Eibon, mais quand ils essaient de quitter l’hôpital, ils se retrouvent dans une dimension différente, habitée par les morts.

## Distribution
- Eric Clawson : David Poe
- Jamie Donahue : Topaz
- Brett Beardslee : Paul
- Wendy Speake : Shelly Poe
- Benjamin P. Morris : Eric
- Rick Irwin : Marcus
- David Douglas : Chas
- Matt Stephens : le docteur Eibon
- Kimberly Pullis : Nina Poe
- Andre 'Doc' Newman : Maggot
- Matthew McGrory : Gaunt
- Ariana Albright : Ellie Eibon
- Mitch Persons : le zombie

## Réception critique
Fatally Yours a déclaré dans sa critique que [le film] « est à coup sûr l’un des meilleurs films de Full Moon Entertainment », faisant l’éloge du réalisateur et du casting. Ils ont conclu en faisant remarquer que même si le film peut « sembler être un film d’horreur ringard typique, il a ses moments mémorables qui vous rendent heureux de pouvoir le voir ». Beyond Hollywood a écrit que le film commence avec « le plus grand cliché » des clichés de films » en ce sens que les protagonistes sont eux-mêmes des cinéastes filmant un film d’horreur dans le cadre du film d’horreur lui-même. Beyond Hollywood a noté le faible budget et que le film ne fait pas exception à la règle selon laquelle les films de ce genre ne sont pas connus pour présenter un excellent jeu d’acteur, soulignant que les 20 premières minutes étaient « atrocement mauvaises », tout en admettant que le jeu s’améliorait ensuite, ce qui a conduit le critique à supposer que les scènes avaient peut-être été tournées dans le même ordre que le scénario, permettant ainsi aux acteurs de devenir plus à l’aise avec leurs personnages au fur et à mesure que le film avançait. eFilmCritic a trouvé que le film était « facilement l’un des pires films à avoir jamais sali une étagère de magasin de location », estimant que le scénario du film était cliché et peu original, le rythme « ferait se tortiller d’impatience même les escargots », et conclut sa critique en écrivant que le film était « horriblement réalisé, horriblement tourné et tout simplement horriblement exécuté ». Mike Bracken d’IGN a écrit: « En fin de compte, c’est l’un des meilleurs films de zombies depuis un certain temps ». Glenn Kay a écrit que le film est enthousiaste, mais « la plupart des spectateurs seront d’accord pour dire que les vivants détestent Les morts détestent les vivants ! »